# Łaszew (województwo łódzkie)
Łaszew – wieś w Polsce położona w województwie łódzkim, w powiecie wieluńskim, w gminie Wierzchlas. W latach 1975–1998 miejscowość administracyjnie należała do województwa sieradzkiego. W skład sołectwa Łaszew wchodzą: Edwardów, Kolonia, Parcela, Pustkowie i Stara Wieś. Jest jeszcze sołectwo Łaszew Rządowy z Piperem i Pustkowiem. 

## Części wsi
| SIMC    | Nazwa      | Rodzaj    |
| ------- | ---------- | --------- |
| 0718482 | Edwardów   | część wsi |
| 0718499 | Pustkowie  | część wsi |
| 0718507 | Stara Wieś | część wsi |

## Historia
Obecna nazwa została wprowadzona w okresie zaboru rosyjskiego. Dawniej używano nazwy „Łaszów”. Wieś należała do Kapituły Gnieźnieńskiej, później była własnością szlachecką o licznych działach. W dokumentach wspomniana po raz pierwszy w 1386 r. Gniazdo rodowe Łaszewskich h. Ossorya i h. Szeliga.

## Zabytki
Parafia została erygowana przynajmniej w pierwszej połowie XV w. Znajduje się tutaj jeden z najcenniejszych kościółków drewnianych w Polsce zaliczany do grupy drewnianych kościółków wieluńskich. Świątynia powstała w pierwszej tercji XVI w. Nosi wezwanie św. Jana Chrzciciela. Budynek stoi na małym wzniesieniu.  
Na przełomie lat 1980/1990, po nieudanej próbie naprawy kościoła, dokonano jego niemal całkowitej rekonstrukcji. Wewnątrz odnowiony strop z polichromią renesansową z ok. połowy XVI w., o motywach kasetonów z rozetami. W jednym polu scena Arma Christi z klęczącą postacią fundatora i herbem Ossorya. W głównym ołtarzu barokowym – gotycka Pietà z ok. 1430 r. Na profilowanej belce tęczowej krucyfiks barokowy o charakterze ludowym. Liczne obrazy XVII-wieczne, chrzcielnica późnogotycka z XVI w. z herbami: Topór, Leliwa, Jelita, Łabędź (?). Obok kościółka kopiec – relikt grodziska stożkowatego z XVI w.
Dwór z XIX w., murowany, parterowy z poddaszem, 7-traktowy z sienią przelotową pośrodku, z 2 gankami (1 z portykiem wspartym na kolumienkach). Dach dwuspadowy. Obok dworu resztki zniszczonego parku z grupą kasztanowców.

## Urodzeni w Łaszewie
- Józef Caban – polski rolnik, porucznik Wojska Polskiego, weteran kampanii wrześniowej; uczestnik bitwy pod Mławą oraz obrony Warszawy, żołnierz Armii Krajowej[6].